# Poleaneț, Kărdjali
Poleaneț (în bulgară Полянец) este un sat în comuna Djebel, regiunea Kărdjali,  Bulgaria. 

## Demografie
Componența etnică a satului Poleaneț
     Turci (80,15%)
     Bulgari (15,87%)
     Nicio identificare (3,96%)
     Altele (0%)
La recensământul din 2011, populația satului Poleaneț era de 126 locuitori. Din punct de vedere etnic, majoritatea locuitorilor (80,15%) erau turci, cu o minoritate de bulgari (15,87%). Pentru 3,96% din locuitori nu este cunoscută apartenența etnică.